# Pic d'Arcalís
Pour les articles homonymes, voir Arcalís.
Le pic d'Arcalís est un sommet des Pyrénées culminant à une altitude de 2 776 mètres dans la paroisse d'Ordino en Andorre.

## Toponymie
L'existence de toponymes désignant des sommets expliqués par le latin arca (« coffre ») comme Grand Arc en Savoie ou cima al Arca en Corse peuvent faire évoquer une origine latine à Arcalís.
Le linguiste catalan Joan Coromines affirme que cette approche ne permet pas d'expliquer la terminaison -lís qui est pour lui clairement pré-romane bascoïde. Celle-ci est d'ailleurs retrouvée dans d'autres toponymes pré-romans andorrans tels que Beixalís. D'autres toponymes pyrénéens présumés bascoïdes sont eux aussi composés avec l'élément arca tels qu'Arcavell (ca) (village de l'Alt Urgell voisin) ou encore Arcalló. Il semble qu'une origine bascoïde puisse expliquer la totalité du toponyme.
Coromines propose de faire dériver arca de erki (« arbuste »). Battle signale le manque de cohérence de cette hypothèse avec la géographie physique du site d'Arcalís. Il souligne un point commun entre Arcalís, Arcavell et Arcalló qui est la présence d'imposants massifs rocheux dans le paysage. Battle rappelle de ce fait la proposition d'Anglada de faire dériver Arcalís de harr- et -gaitz (« pierre énorme ») avec une transformation de la terminaison -itz en -lís qu'il juge plus solide.
Enfin, pic a le même sens en catalan qu'en français et désigne un sommet pointu par opposition aux tossa et bony fréquemment retrouvés dans la toponymie andorrane et qui correspondent à des sommets plus « arrondis ».

## Géographie

### Topographie
Culminant à 2 776 mètres, le pic d'Arcalís est un sommet situé au nord-ouest de la paroisse d'Ordino en Andorre. Il appartient à une arête rocheuse séparant les cirques glaciaires d'Arcalís au nord et de l'Angonella au sud,. Il se trouve entre le pic de Cataperdís (2 807 m) à l'ouest et le pic de l'Hortell (2 562 m) à l'est. Côté cirque d'Arcalís, le pic surplombe les pistes de la station d'Ordino Arcalís, le port de Rat et ses petits étangs (basses del Port de Rat). Du côté du cirque de l'Angonella, il s'élève au-dessus des lacs éponymes et du refuge de l'Angonella.

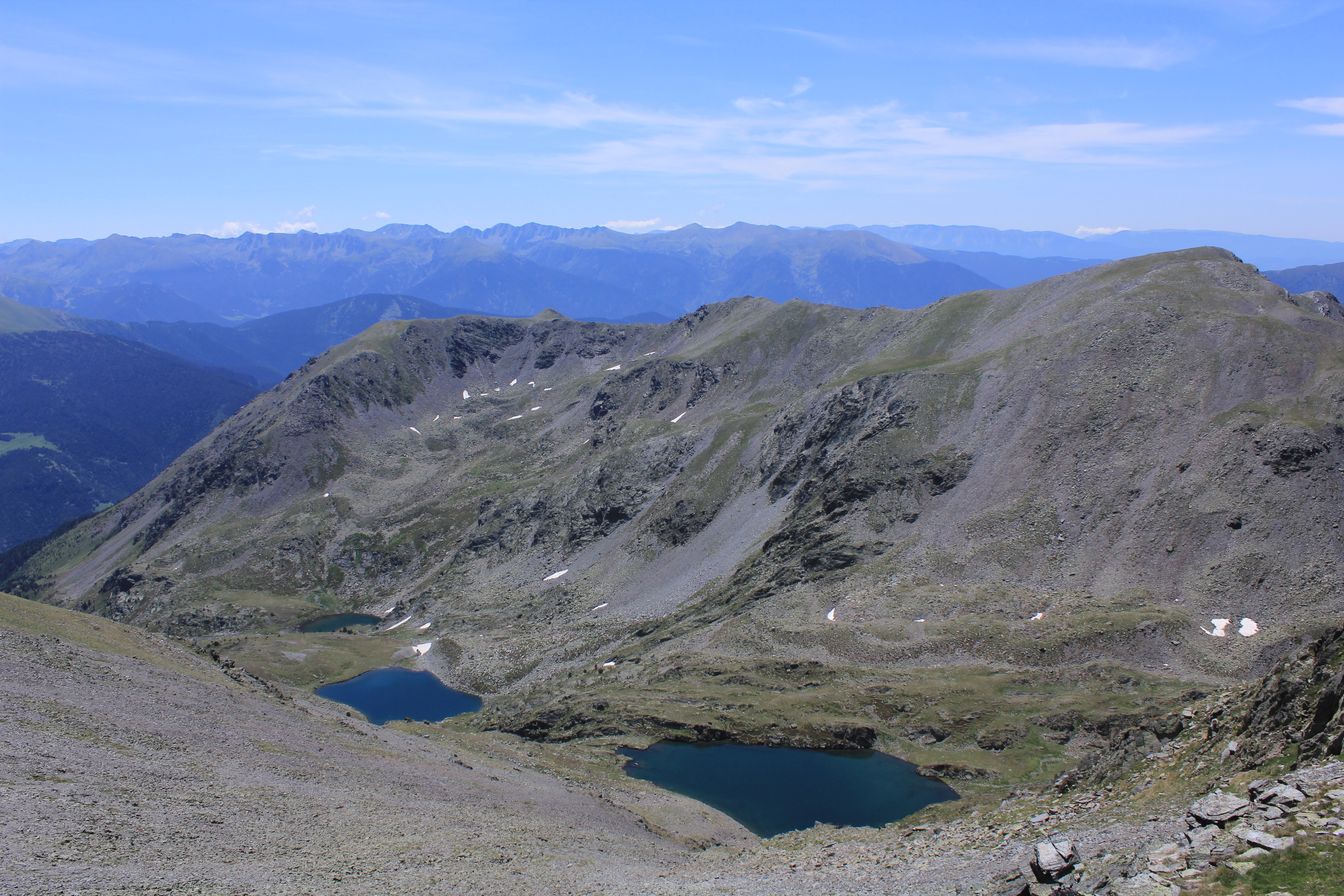
Estanys de l'Angonella.
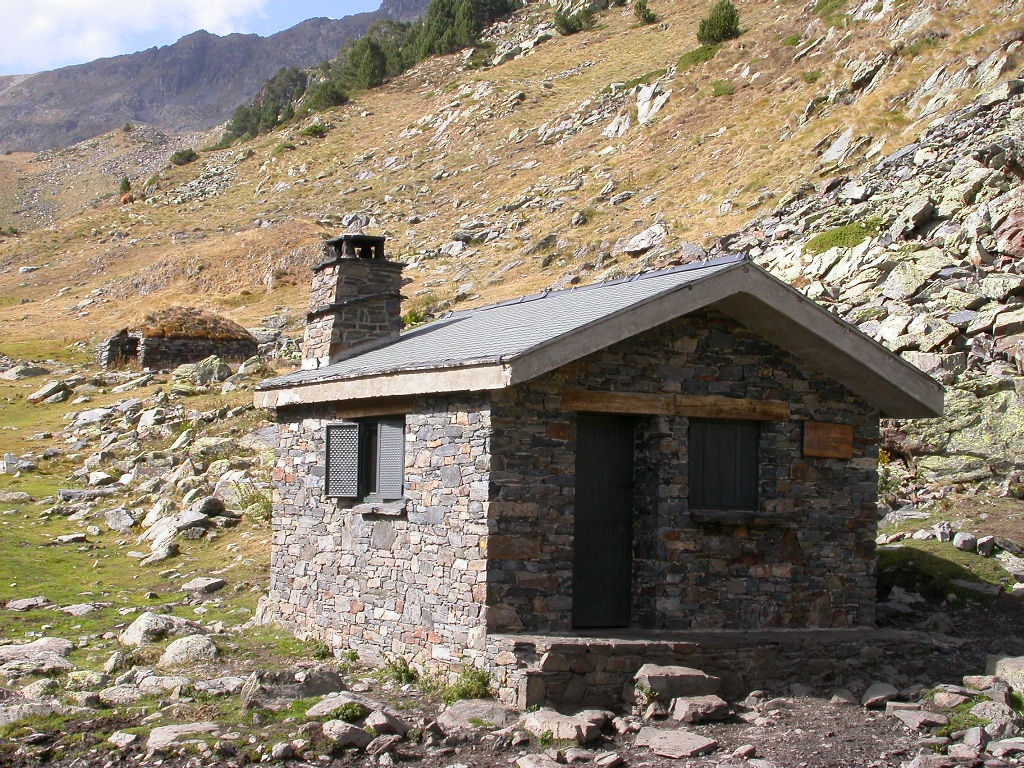
Refuge de l'Angonella.
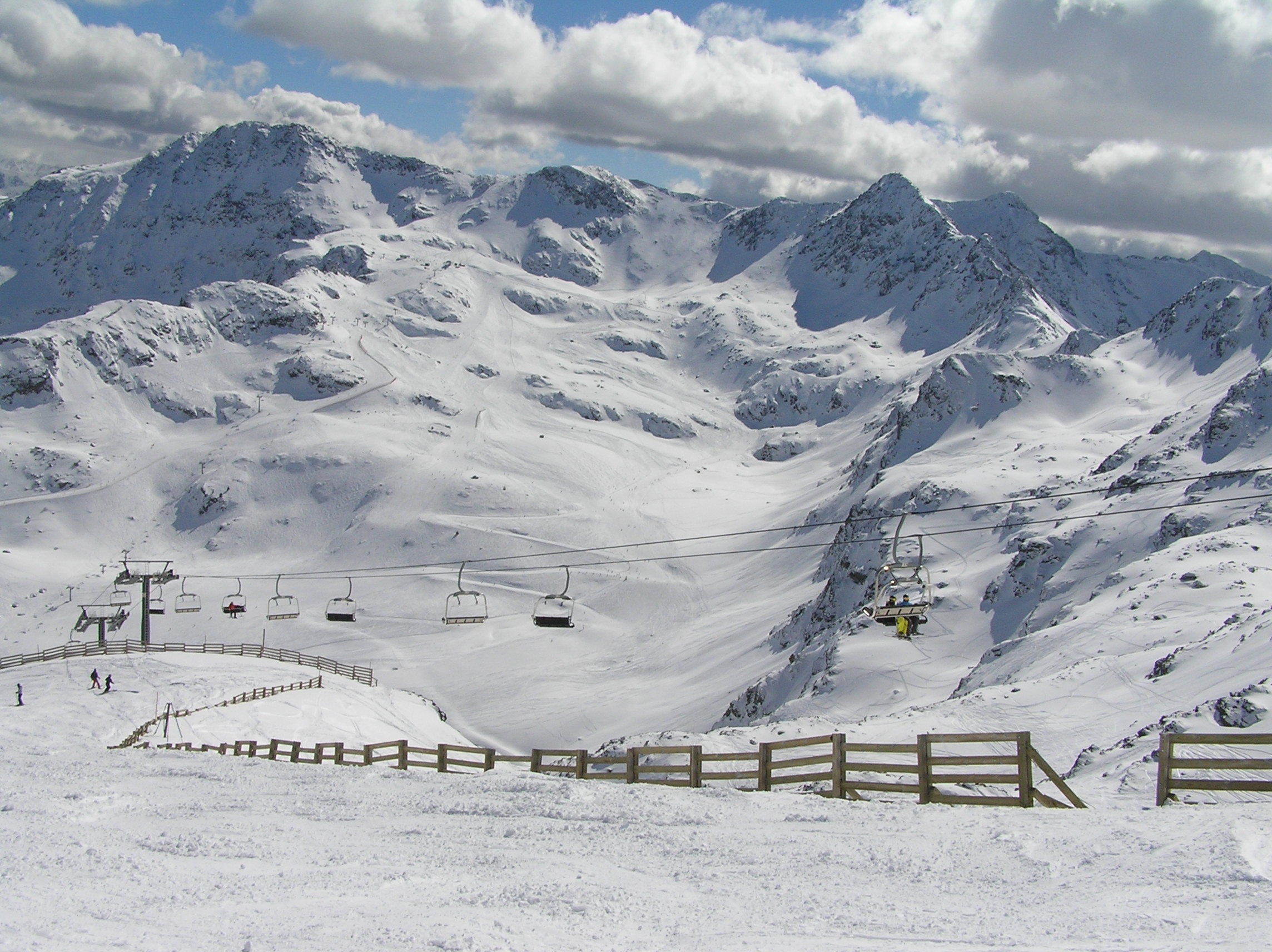
Les pistes d'Ordino Arcalís.

### Géologie
Le pic d'Arcalís est situé sur un synclinal de la chaîne axiale primaire des Pyrénées formé de roches du Paléozoïque. Comme dans tout le nord-ouest de la principauté, les roches datent plus précisément du Cambrien et de l'Ordovicien et sont de nature métamorphique (schiste et micaschiste selon le degré de métamorphisme),,.

### Climat
| Mois                              | jan. | fév. | mars | avril | mai   | juin  | jui. | août  | sep.  | oct.  | nov.  | déc.  | année   |
| --------------------------------- | ---- | ---- | ---- | ----- | ----- | ----- | ---- | ----- | ----- | ----- | ----- | ----- | ------- |
| Température minimale moyenne (°C) | −5,7 | −6,5 | −5,1 | −3,8  | −0,4  | 2,8   | 5,2  | 5,1   | 3     | 0,8   | −2,7  | −4,6  | −0,8    |
| Température moyenne (°C)          | −3,9 | −3,9 | −2,3 | −1,4  | 3,1   | 7     | 10,3 | 10,1  | 7,2   | 3,9   | −0,8  | −2,9  | 2       |
| Température maximale moyenne (°C) | −2,3 | −1,8 | 0,5  | 1,2   | 5,8   | 11,4  | 14,7 | 13,9  | 10,5  | 6,4   | 1,2   | −1,2  | 4,8     |
| Précipitations (mm)               | 87,6 | 46,6 | 62,4 | 108,2 | 133,5 | 123,1 | 96,2 | 106,1 | 106,3 | 111,6 | 132,7 | 103,1 | 1 217,4 |

### Faune et flore
Le versant sud du pic est essentiellement couvert de pelouses montagnardes acidophiles siliceuses (Festuca eskia) tandis que le versant nord est essentiellement pierreux, peu végétalisé.

## Histoire
Aymar de Saint-Saud, pyrénéiste et cartographe français, relate l'ascension du pic d'Arcalís le 25 juillet 1866 dans un compte rendu intitulé Excursions nouvelles dans les Pyrénées françaises et espagnoles : Ariège, Andorre et catalogne. L'auteur affirme avoir atteint le sommet du pic depuis le port de Rat avant de retourner en France par le port de l'Angonella (entre le pic des Langounelles et le pic de Cataperdís). Cette ascension est selon Alberto Martinez Embid la première à être documentée,.
La station d'Ordino Arcalís, dont les pistes s'étendent au pied du pic, a ouvert le 22 décembre 1983 après consultation la même année des électeurs de la paroisse d'Ordino. Les premiers aménagements sont réalisés dans le cirque d'Arcalis et la Coma del Forat, versants nord propices à l'accumulation de neige[réf. nécessaire].
En 2019, dans le cadre de la seconde campagne NameExoWorlds, l'étoile HD 131496 est nommée Arcalis, d'après le pic.

## Voies d'accès
Depuis la station de ski Ordino Arcalís ou encore par l'intermédiaire de la Haute randonnée pyrénéenne, il est possible de rejoindre le port de Rat. De là il est ensuite possible d'atteindre le sommet du pic de Cataperdís puis de poursuivre le long de la crête sud du cirque d'Arcalís vers le pic d'Arcalís.